# Gorilla Biscuits (EP)
Gorilla Biscuits è l'EP omonimo di debutto del gruppo hardcore punk statunitense Gorilla Biscuits, pubblicato nel 1988 da Revelation Records.

## Tracce (vinile)

### Lato A
1. High Hopes - 2:25
2. Big Mouth - 2:00
3. No Reason Why - 1:53
4. GM2 - 0:21

### Lato B
1. Hold Your Ground - 2:02
2. Breaking Free - 1:13
3. Finish What You Started - 1:41

### Bonus track (CD)
1. Sitting Around At Home (Buzzcocks) - 1:43
2. Biscuit Power - 1:24
3. Short End Of The Stick - 1:32
4. Hold Your Ground (versione alternativa) - 2:04
5. GM1 - 1:13

## Crediti[2]
- Anthony Civarelli - voce
- Walter Schreifels - chitarra
- Arthur Smilios - basso
- Luke Abbey - batteria
- Alex Brown - artwork, layout
- Dennis Cheng - fotografia
- B.J. Papas - fotografia
- Don Fury - produttore